# Mycalesis semicastanea
Mycalesis semicastanea är en fjärilsart som beskrevs av James John Joicey och Talbot 1916. Mycalesis semicastanea ingår i släktet Mycalesis och familjen praktfjärilar. Inga underarter finns listade i Catalogue of Life.